# Link aggregation

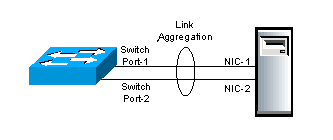
Agregació d'enllaç entre un interruptor i un servidor

En la creació de xarxes informàtiques, el terme agregació d'enllaços o link aggregation (IEEE 802.3a), s'aplica a diversos mètodes per combinar (agregar) diverses connexions de xarxa en paral·lel per tal d'augmentar el rendiment més enllà del que es podria mantenir una única connexió i proporcionar redundància en el cas que un dels enllaços fracassi. Un grup d'agregació de vincle (LAG) combina conjuntament diversos ports físics per fer una única ruta d'accés d'ample de banda alta, per tal d'implementar el repartiment de càrrega de trànsit entre els ports membres del grup i millorar la fiabilitat de la connexió.

## Descripció
L'agregació d'enllaços tracta dos problemes amb les connexions Ethernet : limitacions d'ample de banda i manca de resiliència.
Pel que fa al primer factor: els requisits d'ample de banda no segueixen una escala lineal. L'ample de banda Ethernet històricament ha augmentat 10 vegades per cada generació: 10 megabits /s, 100 Mbit /s, 1000 Mbit /s, 10.000 Mbit /s. Si un va comencen a mirar els sostres de l'ample de banda, l'única opció era passar a la propera generació que podria tenir un cost prohibitiu. Una solució alternativa, introduïda per molts dels fabricants de xarxes a principis dels anys noranta, consisteix a combinar dos enllaços físics d'Ethernet en un enllaç lògic a través de l'enllaç de canals. La majoria d'aquestes solucions requereixen la configuració manual i equips idèntics a banda i banda de l'agregació.
La majoria de les implementacions compleixen la clàusula 43 de la norma IEEE 802.3, anomenada col·loquialment "802.3ad", IEEE 802.1aq. Una limitació d'agregació d'enllaços és que tots els ports del grup han de residir al mateix switch lògic. Les tecnologies com SMLT de Nortel, DSMLT i RSMLT, així com Cisco StackWise i Juniper Virtual Chassis eliminen aquesta limitació, permetent la divisió dels ports en dos switchs físics separats, de fet, en aquest cas ambdós switchs es converteixen en un únic switch lògic.